# Flyvehavre (film)
Flyvehavre er en dansk dokumentarfilm fra 1967.

## Handling
Flyvehavrens forekomst, kendetegn, spredning og bekæmpelse